# Geydar Dzhemal
Geydar Dzhahidovich Dzhemal (în rusă Гейда́р Джахи́дович Джема́ль, transliterat: Gheidar Djahidovici Djemal; n. 6 noiembrie 1947, Moscova, RSFS Rusă, URSS – d. 5 decembrie 2016, Alma-Ata, Kazahstan) a fost un filosof, activist, politician, poet musulman rus de origine azeră. De asemenea, a fost fondatorul și secretarul-șef al Comitetului Islamic al Rusiei.

## Biogafie
Dzhemal s-a născut la 6 noiembrie 1947 la Moscova. Tatăl său a fost artistul azer Dzakhid Dzhemal, despre care se crede că este un descendent al lui Hulagu Khan. Mama sa a fost Irina Șapovalova, un cunoscut antrenor de echitație și cai, descendent din familia nobilă Shepelev. Părinții lui au divorțat când era foarte mic și a fost crescut de bunicii materni. Bunicul matern al lui Dzhemal, Igor Șapovalov, a fost profesor de filosofie germană, precum și director al Teatrului Maly și prim-adjunct al ministrului culturii al Uniunii Sovietice.
În 1965, după absolvirea școlii, Dzhemal a intrat la Institutul de Limbi Orientale de la Universitatea de Stat din Moscova, dar un an mai târziu a fost expulzat pentru „naționalism burghez”. Mai târziu și-a luat un loc de muncă ca redactor la Editura „Medicina”, unde l-a cunoscut pe un absolvent al Universității de Stat din Moscova, Ilia Moskvin. A lucrat la „Medicina” ca editor și a editat multe cărți despre psihiatrie.
În anii 1970 Dzhemal s-a alăturat controversatului cerc Iujinski al lui Iuri Mamleev. Unii membri ai acestui grup, în frunte cu Mamleev, au avut acces la colecțiile secrete ale Bibliotecii de Stat pentru Literatură Străină a întregii Rusii și au adus la întâlnirile lor lucrări ale unui număr de mistici, ocultiști, filosofi și activiști politici (inclusiv ezoteriști cunoscuți Julius Evola și Alain de Benoist). Prin Mamleev, aceste lucrări au devenit populare în rândul unei tulpini intelectuale a extremei drepte din Rusia. Sub presiunea KGB, cercul s-a desființat în anii 80'. 
Pentru a scăpa de serviciul militar obligatoriu, Dzhemal a pretins că este schizofrenic și a fost trimis la o instituție de psihiatrie. În 1974, după ce Mamleev a emigrat în Statele Unite, Dzhemal și analistul politic Aleksandr Dughin (pe care Dzhemal l-a numit mai târziu „un gânditor strălucit” și „fostul său discipol”) s-au întâlnit cu filozoful Evgheni V. Golovin, care a înființat Ordinul Negru al SS. În anul 1988, ambii erau membri ai societății naționaliste Pamyat, dar au fost excluși pentru presupuse practici oculte.
Spre finalul anilor 1980 Dzhemal a fost interesat de mișcările islamice din cadrul Uniunii Sovietice. A devenit membru al mișcării islamice din Tadjikistan, iar în 1990, s-a alăturat membrilor organizațiilor clandestine din regiunile Caucaz și Volga din Rusia în formarea unui Partid al Renașterii Islamice, care a fost activ în întreaga Uniune Sovietică și a cărui conducerea provenea din diferite tradiții islamice. Partidul a susținut că numai musulmanii sovietici (turci, caucazieni și slavi islamizați) ar permite Uniunii Sovietice să se opună în mod semnificativ Occidentului. Islamul era singura alternativă valabilă ce putea salva URSS. În timpul războiului civil din Tadjikistan, Dzhemal a lucrat în calitate de consilier al lui Davlat Usmon, unul dintre fondatorii Partidului Renașterii Islamice din Tadjikistan. 
El a participat la Conferința Populară Arabă și Islamică de la Khartoum (Sudan) și a devenit consecutiv membru al consiliului permanent al acesteia. În timpul petrecut în Khartoum, el a făcut cunoștință cu Hassan Al-Turabi, care ia cerut să conducă Comitetul Islamic al Rusiei.
Începând cu 1995, Consiliul Islamic a devenit afiliat la Uniunea Musulmanilor din Rusia condusă de Nadirshakh Khachilaev. Din 1996, Dzhemal a devenit consilier al lui Alexander Lebed și a cooperat cu acesta și cu Uniunea Organizațiilor Patriotice și Naționale din Rusia pentru a susține un blocaj în campania prezidențială a generalului Lebedev.
În timp ce era membru al Consiliului Central, Dzhemal a fost un intermediar între Lebedev și Maskhadov în timpul Primului Război Cecen. El a stabilit legături cu organizațiile musulmane din Europa. Prima întâlnire a avut loc în decembrie 1993. El a menținut legătura cu Consiliul Musulman Britanic, Parlamentul Islamic al Regatului Unit și Clubul Prietenii Islamului de la Sorbona, creat de Roger Garaudy și Rashid Benissa, inspectorul principal al UNESCO pentru refugiați.
În 1993, Dzhemal a făcut cunoștință cu fiul defunctului ayatollah Ruhollah Khomeini, Ahmad. În aceiași perioadă, Dzhemal a lansat câteva emisiuni TV pe teme islamice. În mai 1994, documentarul lui Dzhemal, Republica Islamică Iran, a fost difuzat de canalele ruse Pervij și The First, creând un scandal politic care a rezonat cu sentimentele anti Iran în Rusia.
În 1998, a făcut un turneu în Africa de Sud, ținând prelegeri. La invitația asociatului lui Nelson Mandela, șeicul Ahmad Yassin, Dzhemal a mers în Africa de Sud pentru a susține un curs de prelegeri despre antropologie socială și filozofie politică la Universitatea din Cape Town. Pentru acest curs, a primit un doctorat onorific la Universitatea din Cape Town.
În 1999, la conferința interconfesională între ortodocși și musulmani de la Sankt Petersburg, el a prezentat teza posibilității unei alianțe strategice antiimperialiste între musulmani și spiritualitatea creștinismului ortodox.
Timp de 25 de ani, Dzhemal a ținut prelegeri, a scris și a publicat articole pe o gamă largă de subiecte și comentarii publice asupra evenimentelor politice și sociale și a cooperat la diferite adunări intelectuale din Rusia și din străinătate.
În 2010, Dzhemal a comentat despre conflictul armeano-azerbaidjan Nagorno-Karabah. El a fost, de asemenea, printre primii 34 de semnatari ai unui manifest online anti Vladimir Putin, „Putin Must Go”, publicat pe 10 martie 2010.
În 2011, Dzhemal a fondat clubul intelectual Florian Geyer.
Geydar Djemal a murit pe 5 decembrie 2016 la Almaty, Kazahstan.
În conformitate cu testamentul său, a fost înmormântat în cimitirul Baganashyl de la poalele Tien Shan.
La 30 iulie 2018, fiul său, jurnalistul Orkhan Dzhemal, a fost ucis împreună cu regizorul de film și cameramanul în timp ce filma un documentar despre activitățile unei organizații paramilitare ruse Wagner Group din Republica Centrafricană.